# Gertrud Droste
Gertrud Droste (geboren 17. August 1898 in Berlin; gestorben 30. April 1945 in Potsdam) war eine deutsche Bildhauerin. Sie wird zudem mit ihrer Version des „Eigenheims für die berufstätige Frau“ in Berlin zu den Pionierinnen in der Architektur gezählt. 1944/45 versteckte sie Jakob Kaiser und konnte ihm damit das Leben retten.

## Leben

### Familie und Ausbildung
Die Eltern von Gertrud Droste waren Georg Karl Otto Droste (1862–1914) und Julia Anna, geborene Knoblauch (1873–1951). Die Familie ihrer Mutter war die angesehene Berliner Architektenfamilie Knoblauch. Gertrud Droste besuchte ab 1905 die Königliche Augustaschule in Berlin und machte dort 1918 das Abitur. Sie hatte vier Schwestern.
Von 1918 bis 1920 studierte Gertrud Droste an der Unterrichtsanstalt des Kunstgewerbemuseums Berlin bei den Bildhauern Karl Blossfeldt und Ludwig Gies. 1921 besuchte sie die Grundlehre am Bauhaus Weimar, wurde aber 1922 nicht für ein weiteres Studium angenommen. Corinna Isabel Bauer vermutet: weil sie sich als architekturinteressiert gezeigt hatte. 1925 setzte sie das Studium an den Vereinigten Staatsschulen für freie und angewandte Kunst bei den Bildhauern Edwin Scharff und Ludwig Gies fort. Bei Letzterem war sie seit 1928 Meisterschülerin, bis sie 1930 das Studium abschloss.

### Architektin

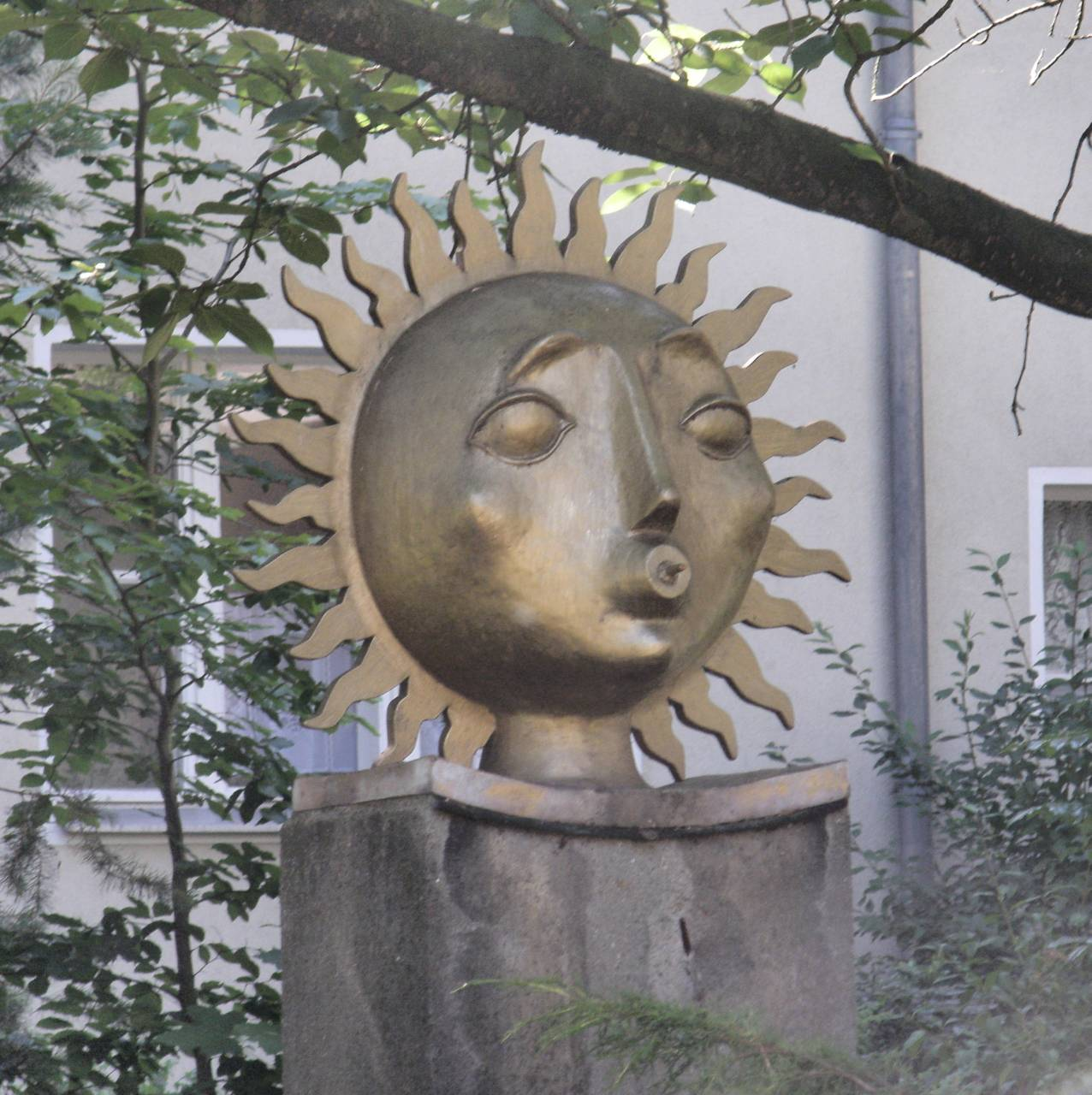
Brunnenskulptur von 1931, Onkel-Tom-Straße 110, Berlin-Zehlendorf

1928 leitete ihr Onkel Arnold Knoblauch die Ausstellung „Bauen und Wohnen“ in Berlin, woraus die Siedlung am Fischtalgrund in Berlin-Zehlendorf hervorging. Bestandteil der Ausstellung waren zwei „Eigenheime für die berufstätige Frau“. In eins davon sind die Vorstellungen von Gertrud Droste eingeflossen. Zwar wird Arnold Knoblauch, Direktor der Gemeinnützigen Aktiengesellschaft für Angestellten-Heimstetten (Gagfah), in den Dokumenten als Verantwortlicher genannt, in der Architekturgeschichte geht man inzwischen aber davon aus, dass Droste maßgeblich an der Planung beteiligt war. Im Gegensatz zur 1927 gebauten Weißenhofsiedlung in Stuttgart und der Siedlung Onkel Toms Hütte in Berlin hatten die Häuser am Fischtalgrund Satteldächer mit einer Neigung von 45 Grad und eine symmetrische Fassadengestaltung mit gedeckten Farben. Daher wurden sie in der Fachpresse als konservativ und „ohne Verhältnis zum Wesen der Großstadtbevölkerung“ kritisiert. Gertrud Droste beschrieb ihr eingeschossiges Haus mit einer Grundfläche von 70 m² in mehreren Veröffentlichungen als „sparsam und einfach, damit es von einer Frau vom eigenen Einkommen bewohnt und ohne fremde Hilfe bewirtschaftet werden konnte“. Eine Zentralheizung sorgte für einfach bedienbare Behaglichkeit, eine vom Bad aus begehbare große Terrasse sorgte für Sonnenbad und Entspannung, Fenstergitter für Sicherheit und Einbauschränke für die Vereinfachung der Reinigung. Nach dem Bau dieses Hauses trat Droste jedoch nicht weiter als Architektin in Erscheinung. Sie bezog das Haus in der Schlieffen-Straße 2 anschließend selbst (ab 1934 umbenannt in Wilskistraße 2).

### Bildhauerin
Über das bildhauerische Werk von Droste ist wenig bekannt. Noch als Studentin entwarf sie 1923 die Schüler-Preismedaille für die Unterrichtsanstalt des Kunstgewerbemuseums. Von 1925 bis 1928 war sie als Bildhauerin Mitglied im Deutschen Werkbund in Berlin. Eine für einen Brunnen konzipierte Skulptur in Berlin-Zehlendorf, Onkel-Tom-Straße 110, wird ihr zugeschrieben und auf 1931 datiert. Die ehemaligen Brunnenanlagen wurden abmontiert. Im Berliner Adressbuch wird Droste bis 1933 als Bildhauerin, bis 1935 als Archivarin und 1936 als Privatsekretärin geführt. 1937 wird sie nicht mehr erwähnt und die Wilskistraße 2 als unbewohnt geführt.

### Lebensretterin von Jakob Kaiser
Ab 1937 lebte Droste in der Heimdalstraße 67 in Babelsberg (heute Hermann-Maaß-Straße). Nach dem Attentat vom 20. Juli 1944 versteckte sie den von den Nationalsozialisten gesuchten Jakob Kaiser vom 27. September 1944 bis zu ihrem Tod im April 1945 in ihrem Keller. Er überlebte daher als Einziger aus dem engeren Kreis des gewerkschaftlichen Widerstands in Berlin. Auch Elfriede Nebgen, seine spätere zweite Ehefrau kam bei ihr unter. Gertrud Droste wurde am 30. April 1945 in ihrem Garten von einer fehlgeleiteten sowjetischen Granate getötet.
Der ehemalige Freyaplatz, ein Spielplatz in Babelsberg zwischen Donarstraße und Hermann-Maaß-Straße, wurde 2007 in Gertrud-Droste-Platz umbenannt.

## Veröffentlichungen
- Haus für die berufstätige Frau. Die Bauten der Gagfah-Siedlung Fischtalgrund, Gruppe 29, Schlieffenstr. 2. In: Bauwelt. Band 24, Nr. 34, 1928, S. 777.